# Luna Brothers
Luna Brothers, Jonathan (född 1978) och Joshua Luna (född 1981), är ett amerikanskt brödrapar och serieskapare som tillsammans har skapat serierna Ultra och Girls. 
Bröderna studerade vid Savannah College of Art and Design. Deras första serie, miniserien Ultra, publicerades på förlaget Image Comics mellan 2004 och 2005. Girls gavs även den ut på Image med start i maj 2005. Finalnumret gavs ut i april 2007.